# Dzikie Skały
Dzikie Skały – grupa skałek gnejsowych znajdująca się w zachodniej części szczytu Kalenica, w Górach Sowich, w Sudetach.
Skałki wyrastają z rumowiska, położonego na grzbiecie znajdującym się pod szczytem Kalenicy, na wysokości około 950–960 m n.p.m.  Grupa składa się z dwóch większych (do 6–7 m wysokości) i kilku mniejszych skałek. Na najwyższej z nich widoczne są resztki (metalowe klamry i pozostałości poręczy) istniejącego tu w okresie przedwojennym punktu widokowego. Skałki położone są w obrębie rezerwat przyrody Bukowa Kalenica, na terenie Parku Krajobrazowego Gór Sowich. Najbliższe otoczenie stanowi skarłowaciały las bukowy.

## Szlaki turystyczne
Obok Dzikich skał przechodzą dwa znakowane szlaki turystyczne:
- Główny Szlak Sudecki z Przełęcz Woliborskiej na Przełęcz Jugowską,
- z Nowej Rudy do Jugowa.